# Convenio de Apulo
El Convenio de Apulo fue un acuerdo mediante el cual Rafael Urdaneta, último presidente de la Gran Colombia, entregó el poder al vicepresidente Domingo Caicedo el 2 de mayo de 1831, evitándose una guerra civil por el vacío de poder generado tras la renuncia de Bolívar.

## Historia
En el transcurso de la disolución de la Gran Colombia y tras el levantamiento del batallón Callao, el presidente Joaquín Mosquera y su vicepresidente Domingo Caicedo se vieron en la necesidad de renunciar al poder dada su incapacidad de manejar la situación.
Sin verse una solución pronta y aproximándose el caos por el vacío generado, una junta congregada en septiembre de 1830 decidió entregar el poder provisionalmente al general venezolano Rafael Urdaneta, entonces ministro de guerra, mientras se llamaba de urgencia a Simón Bolívar que en aquel momento se encontraba en Santa Marta.
El nombramiento de Urdaneta suscitó varios levantamientos militares en su contra, con visos de guerra civil. La situación se agravó con el fallecimiento de Simón Bolívar en Santa Marta. Urdaneta, sin el respaldo de Bolívar y ejerciendo el poder prácticamente contra su voluntad, inició entonces contactos con los sublevados para ponerle fin al conflicto.
De esta manera firmó el 28 de abril de 1831 en la localidad de Apulo, Cundinamarca, lo que pasaría a llamarse como el Convenio de Apulo, por medio del cual entregó el poder a Joaquín Mosquera el 2 de mayo de 1831 y le dio una salida constitucional a la problemática situación. El acuerdo fue suscrito por Juan García del Río, José Hilario López, José María del Castillo, Joaquín Posada Gutiérrez, Florencio Jiménez y Pedro Mosquera, en tanto fue avalado por Rafael Urdaneta y Domingo Caicedo. Como Joaquín Mosquera se hallaba en los Estados Unidos, asumió el mando Domingo Caicedo.